# Christoph Stephan
Christoph Stephan (* 12. Januar 1986 in Rudolstadt) ist ein ehemaliger deutscher Biathlet.

## Werdegang
Der in Rudolstadt aufgewachsen und dort lebende Christoph Stephan startete für den WSV Oberhof 05. Seine ersten Schritte auf Skiern machte er beim SV 1883 Schwarza, bevor er 1996 an das Sportgymnasium nach Oberhof wechselte und Mitglied im WSV Oberhof 05 wurde. Er wurde von dem ehemaligen Biathleten Mark Kirchner trainiert. Stephan konnte große Erfolge bei den Juniorenweltmeisterschaften 2007 in Martell erzielen. Nachdem er im Einzel den sechsten Platz erreicht hatte, gewann er im Sprint, der Verfolgung und mit der Staffel und wurde so dreifacher Juniorenweltmeister.
Sein Debüt im Biathlon-Weltcup gab er 2006 in Kontiolahti im Sprint, den er auf Rang 56 beendete. Die ersten Weltcup-Punkte erreichte er im März 2007 durch seinen 14. Platz bei einem Einzelrennen in Lahti. Eine Woche später belegte er beim Weltcup in Oslo im Einzelrennen einen 11. Platz. Seine erste Top-Ten-Platzierung erreichte er 2008 an seinem Geburtstag in Ruhpolding mit einem 8. Rang im Sprint. Zu Beginn der Saison 2008/09 konnte er im ersten Verfolgungsrennen der Saison in Östersund sein bis dahin bestes Ergebnis noch um einen Rang verbessern. Zudem erreichte er in dem Rennen die beste Laufzeit. Nur drei Tage vorher belegte Stephan noch als 95. des ersten Saison-Einzels sein bis dahin schlechtestes Ergebnis im Weltcup. Den ersten Podestplatz seiner Karriere erreichte er bei seinem vierten Weltcup-Staffeleinsatz im Januar 2009 in Ruhpolding, als die wegen Michael Greis’ Verletzung umformierte Staffel in der Besetzung Rösch, Stephan, Peiffer und Lang überraschend auf Platz zwei lief. Dabei hatte Stephan nach nur einem Schießfehler den Rückstand auf die später siegreichen Norweger auf 2,4 Sekunden verkürzt. Sein erster Weltcup-Sieg gelang ihm kurze Zeit später am 25. Januar 2009 beim Massenstartrennen in Antholz, er konnte sich nach nur einem Schießfehler auf der Zielgeraden gegen Dominik Landertinger und Iwan Tscheresow durchsetzen. Stephan wurde als einer von sechs deutschen Startern für die Weltmeisterschaften in Pyeongchang nominiert. Mit Platz 22 beim Vierfachtriumph der Norweger im Sprint endete sein erster Wettkampf, im anschließenden Verfolgungsrennen fiel er mit acht Schießfehlern auf Platz 41 zurück. Für den Einzelwettkampf über 20 km rückte er deshalb erst wegen einer Erkrankung des ursprünglich vorgesehenen Andreas Birnbacher in die Mannschaft nach. Hier zeigte er sich beim Schießen stark verbessert, als er 19 von 20 Scheiben traf. Damit belegte er den zweiten Platz hinter Ole Einar Bjørndalen und errang den bis dahin größten Erfolg seiner Karriere. Mit dieser Leistung qualifizierte er sich als zu diesem Zeitpunkt 15. des Gesamtweltcups ebenfalls für das abschließende Massenstartrennen, bei dem er den 21. Platz belegte. Beim Abschlusswettbewerb in Pyeongchang gewann er zusammen mit Michael Rösch, Arnd Peiffer und Michael Greis noch die Bronzemedaille in der Männerstaffel.
Bei den Sommerbiathlon-Weltmeisterschaften 2009 in Oberhof gewann Christoph Stephan mit Magdalena Neuner, Tina Bachmann und Michael Rösch die Goldmedaille in der Mixed-Staffel und den Titel im Sprint. In der Verfolgung belegte er den zweiten Platz. Bei den Olympischen Winterspielen 2010 in Vancouver erreichte er in den Einzelwettbewerben den 19. Platz im Sprint, den 23. Platz im Massenstart, den 29. Platz im Einzelrennen und den 30. Platz in der Verfolgung.
In der Saison 2011/12 verzichtete Christoph Stephan unter anderem wegen gesundheitlicher Probleme freiwillig auf die Teilnahme im Weltcup und an den Heimweltmeisterschaften in Ruhpolding. Langfristig wollte er sich auf die Olympischen Winterspiele 2014 in Sotschi vorbereiten.
Für den Biathlon-Weltcup 2012/13 wurde Stephan dem Förderkader der deutschen Nationalmannschaft zugeteilt. In der Olympiasaison 2013/14 rückte er für die ersten Rennen in die Weltcupmannschaft auf und qualifizierte sich für die Teilnahme an den Olympischen Spielen.
Im April 2015 wurde bekannt, dass Christoph Stephan seine aktive Karriere beendet hat, um sich auf die Arbeit bei der Bundespolizei zu konzentrieren.

## Statistiken

### Weltcupplatzierungen
Die Tabelle zeigt alle Platzierungen (je nach Austragungsjahr einschließlich Olympische Spiele und Weltmeisterschaften).
- 1.–3. Platz: Anzahl der Podiumsplatzierungen
- Top 10: Anzahl der Platzierungen unter den ersten zehn (einschließlich Podium)
- Punkteränge: Anzahl der Platzierungen innerhalb der Punkteränge (einschließlich Podium und Top 10)
- Starts: Anzahl gelaufener Rennen in der jeweiligen Disziplin
- Staffel: inklusive Mixed- und Single-Mixed-Staffeln

| Platzierung              | Einzel | Sprint | Verfolgung | Massenstart | Staffel | Gesamt |
| ------------------------ | ------ | ------ | ---------- | ----------- | ------- | ------ |
| 1. Platz                 |        |        |            | 1           | 2       | 3      |
| 2. Platz                 | 1      |        |            |             | 2       | 3      |
| 3. Platz                 |        | 1      |            |             | 3       | 4      |
| Top 10                   | 2      | 6      | 4          | 3           | 14      | 29     |
| Punkteränge              | 9      | 33     | 18         | 16          | 14      | 90     |
| Starts                   | 16     | 51     | 30         | 16          | 14      | 127    |
| Stand: nach Karriereende |        |        |            |             |         |        |

### Olympische Winterspiele
Ergebnisse bei Olympischen Winterspielen:
|                                           | Einzelwettbewerbe | Einzelwettbewerbe | Einzelwettbewerbe | Einzelwettbewerbe | Staffelwettbewerbe | Staffelwettbewerbe |
| Sprint                                    | Verfolgung        | Einzel            | Massenstart       | Herrenstaffel     | Mixedstaffel       |                    |
| ----------------------------------------- | ----------------- | ----------------- | ----------------- | ----------------- | ------------------ | ------------------ |
| Olympische Winterspiele 2010 \| Vancouver | 19.               | 30.               | 29.               | 23.               | –                  |                    |
| Olympische Winterspiele 2014 \| Sotschi   | 57.               | 43.               | –                 | –                 | –                  | –                  |

## Auszeichnungen
- Goldener Ski 2009
- Thüringer Sportler des Jahres 2009